# Adrien Rabiot
Adrien Rabiot (Saint-Maurice, 3. travnja 1995.) francuski je nogometaš. Trenutačno igra za Marseille.

## Karijera
Igrao je mladi nogomet u nekoliko momčadi, a nekoliko mjeseci bio je i u Manchester Cityju. Potpisuje ugovor s PSG-om 2. lipnja 2012. godine. 